# Браян Джерард Гардінер
Браян Джерард Гардінер (англ. Brian Gerard Gardiner) — британський метеоролог. Працював у Британській антарктичній службі як керівник підрозділу метеорологічного та озонового моніторингу. Разом з Джо Фарманом і Джонатаном Шанкліном відкрили «озонову діру». Результати їхнього дослідження були вперше опубліковані 16 травня 1985 року. У 2001 році вони отримали медаль і премію Чрі від Інституту фізики.